# إل. فوربس وينسلو
إل. فوربس وينسلو (بالإنجليزية: L. Forbes Winslow)‏ (30 يناير 1844 بمرليبون في المملكة المتحدة - 8 يونيو 1913 في المملكة المتحدة) هو طبيب نفسي ولاعب كريكت بريطاني (وحمل سابقاً جنسية المملكة المتحدة لبريطانيا العظمى وأيرلندا).